# Sankt Petersburg MČS University Team 2019
Questa voce raccoglie le informazioni riguardanti il Sankt Petersburg MČS University Team nelle competizioni ufficiali della stagione 2019.

## Roster
| Roster del Sankt Petersburg MČS University Team (2019) |
| --- |
| Quarterback - 86 Evgenij Rudnev - 17 Vjačeslav Chanilo - 88 Pavel Žukovec - 4 Dan Charja - 57 Il'ja Fedorov - 26 Anton Čubisov Running Back - 20 Dimitrij Gubin FB - 38 Andrej Sizov FB - 23 Andrej Ermakov Wide Receiver - 83 Aleksandr Jakovlev - 60 Artem Suslov - 43 Danil Chabibullin - 10 Jurij Šišebarov - 33 Evgenij Ėrlich - 65 Kirill Evdokimov - 85 Dimitrij Elezov - 72 Roman Evsev'ev - 87 Ruslan Tyrtyčnyj - 22 Ruslan Kornijčuk - 25 Igor' Vavilov Tight End - 93 Ivan Jakovlev - 31 Zurab Makacarija - 21 Nikita Afanas'ev Offensive Linemen - 99 Maksim Kaugan - Vladimir Andreev - 54 Evgenij Bojko G - 52 Aleksej Bertram - 81 Valentin Danil'čenko G - 45 Aleksandr Ljubimski OT - 66 Il'ja Potapov G Defensive Linemen - 76 Sergej Strecha DT - 88 Maksim Barinov DT Linebacker - 41 Aleksej Starodubcev - 23 Aleksandr Taran - 44 Marat Magžanov - 85 Danila Tarasov - 60 Evgenij Larin - 87 Vladislav Ponomarev Defensive Back - 32 Anatolij Fomičev FS - 30 Artem Karasëv CB - 35 Dimitrij Šagandin CB Special Team - 73 Aleksandr Zdoronok KR/PR - 61 Daniil Šilov H , * Aleksandr Kirjutin nella squadra d'allenamento |

## Black Bowl 2019

### Stagione regolare
| San Pietroburgo 4 maggio 2019 | Sankt Petersburg MČS University Team | 6 – 26 (0-6 0-6 0-6 6-8) referto | Podolsk Vityaz | Stadion v Pavlovskom Parke |

| San Pietroburgo 12 maggio 2019 | Sankt Petersburg MČS University Team | 22 – 23 (8-0 0-0 8-17 6-6) referto | Moscow United | Stadion REP Holding |

| San Pietroburgo 25 maggio 2019 | Sankt Petersburg MČS University Team | 18 – 31 (0-12 0-6 6-7 12-6) referto | Petrozavodsk Karelian Gunners |  |

| San Pietroburgo 8 giugno 2019 | Sankt Petersburg MČS University Team | 34 – 27 referto | Vologda Vikings | Stadion Nevskij Zavod |

| Vologda 22 giugno 2019 | Vologda Vikings | 50 – 12 (21-6 7-6 22-0 0-0) referto | Sankt Petersburg MČS University Team | Stadion Dinamo |

| Petrozavodsk 6 luglio 2019 | Petrozavodsk Karelian Gunners | 45 – 0 (7-0 10-0 12-0 16-0) referto | Sankt Petersburg MČS University Team |  |

## Statistiche di squadra
| Competizione      | %Vittorie | In casa | In casa | In casa | In casa | In casa | In casa | In trasferta | In trasferta | In trasferta | In trasferta | In trasferta | In trasferta | Totale | Totale | Totale | Totale | Totale | Totale |
| Competizione      | %Vittorie | G       | V       | N       | P       | Pf      | Ps      | G            | V            | N            | P            | Pf           | Ps           | G      | V      | N      | P      | Pf     | Ps     |
| ----------------- | --------- | ------- | ------- | ------- | ------- | ------- | ------- | ------------ | ------------ | ------------ | ------------ | ------------ | ------------ | ------ | ------ | ------ | ------ | ------ | ------ |
| Stagione regolare | .167      | 4       | 1       | 0       | 3       | 80      | 107     | 2            | 0            | 0            | 2            | 12           | 95           | 6      | 1      | 0      | 5      | 92     | 202    |
| Totale            | .167      | 4       | 1       | 0       | 3       | 80      | 107     | 2            | 0            | 0            | 2            | 12           | 95           | 6      | 1      | 0      | 5      | 92     | 202    |